# Jair Picerni
Jair Picerni (San Paolo, 20 ottobre 1944) è un allenatore di calcio ed ex calciatore brasiliano che ha guidato la Nazionale di calcio del Brasile durante Los Angeles 1984.

## Carriera

### Club
Ha giocato come terzino destro per Nacional (SP), Palmeiras, Comercial, Ponte Preta e Guarani, totalizzando 69 presenze nel campionato di calcio brasiliano. Si è ritirato dall'attività agonistica nel 1978.

### Allenatore
Allena dal 1980, quando poco tempo dopo il suo ritiro dal mondo del calcio giocato, si sedette sulla panchina del Ponte Preta. Ha vinto il campionato di calcio brasiliano 1987 con lo Sport di Recife, primo ed unico titolo nazionale del club in più di 100 anni di storia; nel 1999 vinse il Campeonato Brasileiro Série B con il Gama di Brasilia, impresa ripetuta nel 2003 con il Palmeiras.

## Palmarès

### Allenatore

#### Club
- Campionato brasiliano: 1

Sport: 1987
- Campionato brasiliano di seconda divisione: 2

Gama: 1999
Palmeiras: 2003

#### Nazionale
- Argento olimpico: 1

Los Angeles 1984